# Ligne Tosa Kuroshio Asa
La ligne Asa (阿佐線, Asa-sen) est une ligne ferroviaire de la compagnie Tosa Kuroshio Railway située dans la préfecture de Kōchi au Japon. Elle relie la gare de Gomen à Nankoku à la gare de Nahari à Nahari. La ligne est aussi appelée ligne Gomen-Nahari (ごめん・なはり線).

## Histoire
La construction de la ligne a débuté en mars 1965 mais elle s'arrête en 1981 à cause des difficultés financières de la Japanese National Railways. En 1986, la Tosa Kuroshio Railway est créée et reprend les travaux de la ligne, qui ouvre le 1er juillet 2002.

## Caractéristiques

### Ligne
- longueur : 42,7 km
- écartement des voies : 1 067 mm
- nombre de voies : voie unique

### Interconnexion
A Gomen, certains trains continuent sur la ligne Dosan jusqu'à la gare de Kōchi.

### Liste des gares
La ligne comporte 21 gares. 
| Numéro | Gare                  | Nom japonais   | Distance (km) | Correspondances                     | Localisation |
| ------ | --------------------- | -------------- | ------------- | ----------------------------------- | ------------ |
| GN40   | Gomen                 | 後免           | 0             | JR Shikoku : Dosan (interconnexion) | Nankoku      |
| GN39   | Gomenmachi            | 後免町         | 1,1           | Tramway de Kochi : Gomen            | Nankoku      |
| GN38   | Tateda                | 立田           | 2,9           |                                     | Nankoku      |
| GN37   | Noichi                | のいち         | 5,7           |                                     | Kōnan        |
| GN36   | Yoshikawa             | よしかわ       | 8,0           |                                     | Kōnan        |
| GN35   | Akaoka                | あかおか       | 9,3           |                                     | Kōnan        |
| GN34   | Kagami                | 香我美         | 10,7          |                                     | Kōnan        |
| GN33   | Yasu                  | 夜須           | 12,4          |                                     | Kōnan        |
| GN32   | Nishibun              | 西分           | 16,4          |                                     | Geisei       |
| GN31   | Wajiki                | 和食           | 18,2          |                                     | Geisei       |
| GN30   | Akano                 | 赤野           | 19,6          |                                     | Aki          |
| GN29   | Ananai                | 穴内           | 23,6          |                                     | Aki          |
| GN28   | Kyūjōmae              | 球場前         | 26,2          |                                     | Aki          |
| GN27-1 | Hôpital général d'Aki | あき総合病院前 | 26,8          |                                     | Aki          |
| GN27   | Aki                   | 安芸           | 27,7          |                                     | Aki          |
| GN26   | Ioki                  | 伊尾木         | 30,4          |                                     | Aki          |
| GN25   | Shimoyama             | 下山           | 34,7          |                                     | Aki          |
| GN24   | Tōnohama              | 唐浜           | 37,0          |                                     | Yasuda       |
| GN23   | Yasuda                | 安田           | 38,7          |                                     | Yasuda       |
| GN22   | Tano                  | 田野           | 41,5          |                                     | Tano         |
| GN21   | Nahari                | 奈半利         | 42,7          |                                     | Nahari       |